# メリディアニ平原
メリディアニ平原（メリディアニへいげん、英語: Meridiani Planum）は、火星の赤道から2度南（中心部は北緯0度12分 東経357度30分 / 北緯0.2度 東経357.5度）に位置し、サイナス・メリディアニの最西端にある平原である。ここでは、灰色の結晶質赤鉄鉱がまれに産出され、これは地球において赤鉄鉱は度々温泉や水が淀んでいる場所で形成されることから、メリディアニ平原の赤鉄鉱は古代に温泉など液体の水があった証拠だと多くの科学者は信じている。赤鉄鉱は200から800メートルの厚さの堆積岩層の一部をなす。平原には他に火山性玄武岩やクレーターが存在する。

## 火星探査車オポチュニティ
2004年、メリディアニ平原にNASAが投入した火星探査車であるオポチュニティが着陸した。この着陸地点は当初マーズ・ポーラー・ランダーやマーズ・クライメイト・オービターの失敗により中止となったマーズ・サーベイヤー・2001・ランダーで予定されていた着陸地点だった。
オポチュニティにより、この着陸地点は、長い期間高塩分で酸性の液体水で満たされていたことが明らかになった。斜交総理やコンクリーションと思われる球状礫の存在、岩石中に認められるバグ、多量の硫酸マグネシウムや鉄明礬石のような硫酸塩鉱物の存在はこれを支持する証拠である。

## オポチュニティによる地質探査
オポチュニティの探査では、メリディアニ平原の土壌がグセフクレーターやエリーズ渓谷のそれに似ていることが分かった。しかしながら、メリディアニの多くの場所で、土壌は「ブルーベリー」と呼ばれる硬い灰色の球粒で覆われていた。ブルーベリーはほとんど赤鉄鉱という鉱物から成り、マーズ・オデッセイの上空からの分光観測で得られたスペクトル特徴はブルーベリーによるものであるとが確定している。さらに、ブルーベリーは地下で液体水によって形成されたコンクリーションであることも判明している。これらのコンクリーションは、それを保持していた岩石の風化によって徐々に表面へと集められたものである（ラグ堆積）。基盤岩の上で集積しているコンクリーションはわずか1メートル程度の厚さの岩石の風化で生じたブルーベリーによって生成されたのかもしれない。それ以外の土壌の大部分は異地性のカンラン石玄武岩の砂でできている。
- 微視的な撮像素子で撮影された写真で、溝の壁にある球体を露わにしている
- イーグルクレーターの岩石にあるブルーベリーと呼ばれる赤鉄鉱球体。左上にくっつき合っている3つの球体がある。
- ベリーボウルと呼ばれる岩石
- メリディアニ平原表面におけるブルーベリーの被覆機構

### 塵の中にある鉱物
オポチュニティが磁気で集めた塵でメスバウアスペクトルの測定がなされた。この測定により、塵の磁性鉱物はかつて考えられていた普通の磁鉄鉱ではなく、チタン磁鉄鉱と推測される結果となった。少量のカンラン石もまた検出されたが、これは長期に渡る乾燥した時期があったためと解釈されている。しかし、一方で少量ながらも赤鉄鉱が検出されたことは、初期火星に短い期間、液体の水が存在していたことを意味している。また、岩石研磨装置による岩盤への掘削が容易だったことから、この地域の岩石はグセフクレーターの岩石よりかなり柔らかいと考えられている。

### 基盤岩の鉱物
オポチュニティが着陸した表面で数個の岩石が認められたが、基盤岩はクレーターで露出しており、ローバーの機器によって調査された。基盤岩はカルシウムやマグネシウムの硫酸塩を含んでいた。これは、鉱物としては硫酸苦土石、硫酸塩無水物、バサナイト、瀉利塩、石膏であると考えられている。また、岩塩、ビショフ石、南極石、ブレーダイト、バントファイト、石灰芒硝などの塩類も存在している。
硫酸塩を含む岩石は火星上の他の場所で着陸船やローバーが調査した岩石や孤立岩と比べて色調が明るい。この岩石のスペクトルはマーズ・グローバル・サーベイヤーの熱放射分光計が捉えたスペクトルに似る。同様のスペクトルは広大な地域で見出されており、オポチュニティが調査した地域に留まらない広い地域に水が一度存在していた証拠であると考えられている。
また、αプロトンX線分光計は岩石から比較的高濃度のリンを検出した。他のローバーがアレス渓谷やグセフで発見したのと同程度に高濃度であるため、火星のマントルにはリンが豊富に含まれているのではないかと推定されている。岩石の鉱物は玄武岩の酸性水による風化起源のものもあると考えられている。これはリンの溶解度は岩石に豊富に含まれていると予測されるウラニウム、トリウム、希土類元素の溶解度と似るためである。
オポチュニティがエンデバークレーターの縁に来た時、純粋な石膏からなる白い岩脈を発見している。これは石膏を含む溶液が岩石の割れ目で沈殿したときに生成された。この岩脈は「ホームステーク」と呼ばれている。

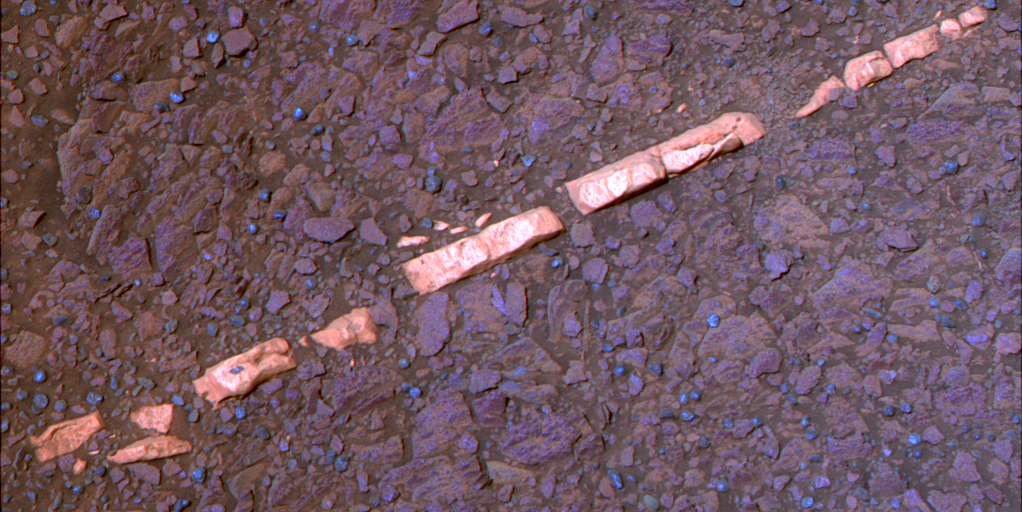
ホームステーク

### 水が存在した証拠

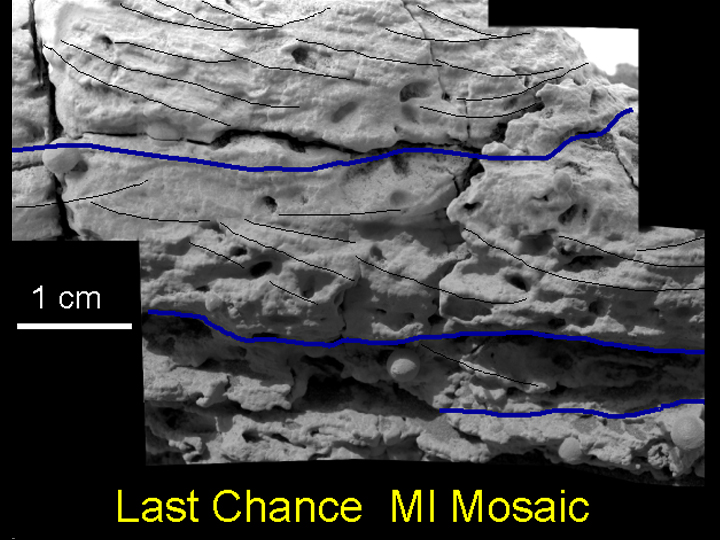
「ラストチャンス・ロック」の斜交総理

メリディアニにある岩石の調査で過去に水が存在した強固な証拠が発見された。鉄明ばん石という水の中でしか生成されない鉱物が全ての岩盤で発見されたためで、この発見はメリディアニ平原に一回水が存在したと判明させるに十分なものだった。さらに一部の岩石で緩やかに流れる水によってでしか形成されない形である薄層状組織（階層）が見られる。初めて薄層状組織が発見された岩石は「ザ・デルズ」と呼ばれている。地質学者は斜交成層が水中の波紋での流れによる花綱状の幾何学模様を見せていると述べている。
一部の岩石で箱型の穴が空いているのがあるが、これは大きな結晶を形成している硫酸塩によるもので結晶がその後分解された時に晶洞と呼ばれる穴が残ったものである。岩石にある臭素の濃度はその臭素が溶けやすいことにより非常に変わりやすいと思われている。水は蒸発する前に様々な場所にあったとも考えられる。非常に溶けやすい臭素化合物をあつめる別のメカニズムとして臭素を特定の場所に集中できる非常に薄い水の膜が形成される夜間に沈殿したのを霜で覆う方法もある。

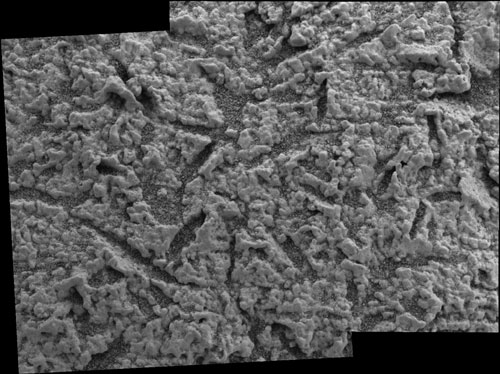
岩石中に認められる隙間もしくは晶洞

### 衝突起源の岩石
砂の平原上にあった「バウンス・ロック」という岩石は衝突クレーターからの放出物であった。この岩石の化学組成は基盤岩とは異なっていて、カンラン石は無く、ほとんど輝石と斜長石で構成されている。これは、火星隕石のうち、シャーゴッタイトに分類されるEETA 79001という隕石の岩相Bと酷似している。バウンス・ロックはエアバッグが跳ね返った地点の近くにあることから命名された岩石である。

### 隕石
オポチュニティは隕石も発見している。オポチュニティの機器で初めて分析された隕石は、オポチュニティの熱シールドが着地した地点の近くにあったことから「ヒートシールド・ロック」と命名された。小型熱放射スペクトロメータ、メスバウア分光計、αプロトンX線分光計による分析により、この隕石はIAB隕石に分類された。組成は、αプロトンX線分光計による分析で鉄93%、ニッケル7%だとわかった。ほかにも、「フィグ・ツリー・バーベルトン」と命名された円形の岩石は、石質あるいは石鉄隕石（メソシデライト）と考えられているが、「アラン・ヒルズ」や「中山（ジョンシャン）」と名付けられた隕石は鉄隕石と考えられている。
- ヒートシールド・ロックは他の惑星で初めて確認された隕石である
- 熱シールドの後ろ左にあるヒートシールド・ロック

### 地質史
オポチュニティによる観測はこの場所で何度も洪水が起き、蒸発と乾燥が起きたことを示唆する。この過程において硫酸塩鉱物が堆積したが、その硫酸塩が堆積物の膠結作用を引き起こしたあとに、赤鉄鉱コンクリーションが地下水からの沈殿で成長した。またいくつかの硫酸塩は大きな結晶を成したものの、水に溶解して岩石中に晶洞を残した。これらの地質学的証拠は、過去10億年にわたって乾燥した気候が続いたものの、それよりも前には少なくとも水が存在できた気候の時期もあったことを示している。

## メリディアニ平原にあるクレーター

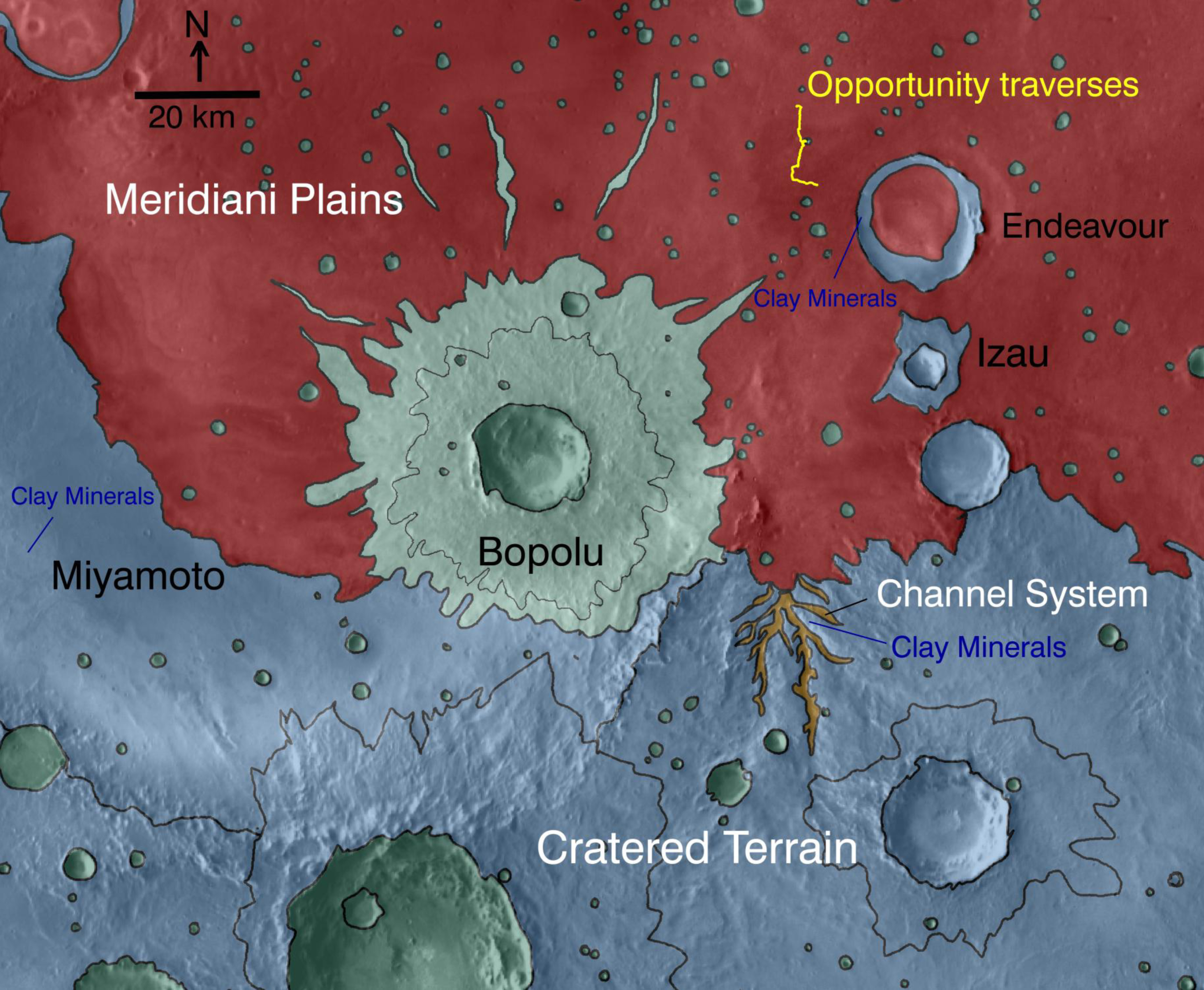
メリディアニ平原の地質図

- エアリークレーター – 直径40 kmでオポチュニティから南西約375 kmの位置にある
  - エアリー0 – エアリークレーターにあって火星の本初子午線に定義されている
- アルゴクレーター（英語版） – オポチュニティが来ている
- ビーグルクレーター（英語版） – オポチュニティが来ている
- ベーアクレーター
- イーグルクレーター – オポチュニティの着陸地点。直径30m。
- エマディーンクレーター（英語版） – オポチュニティが来ている
- エンデバークレーター（英語版） – オポチュニティが来ている
- エンデュアランスクレーター（英語版） – オポチュニティが来ている
- エレバスクレーター – オポチュニティが来ている
- メドラークレーター
- サンタマリアクレーター - オポチュニティが来ている
- ビクトリアクレーター（英語版） – オポチュニティが来ている。直径750m。
- ボストーククレーター（英語版） – オポチュニティが来ている